# ویلدبرگ، بادن-وورتمبرگ
شهر ویلدبرگ، بادن-وورتمبرگ (به آلمانی: Wildberg, Baden-Württemberg) در ایالت بادن-وورتمبرگ در کشور آلمان واقع شده‌است.